# Фома Слов'янин

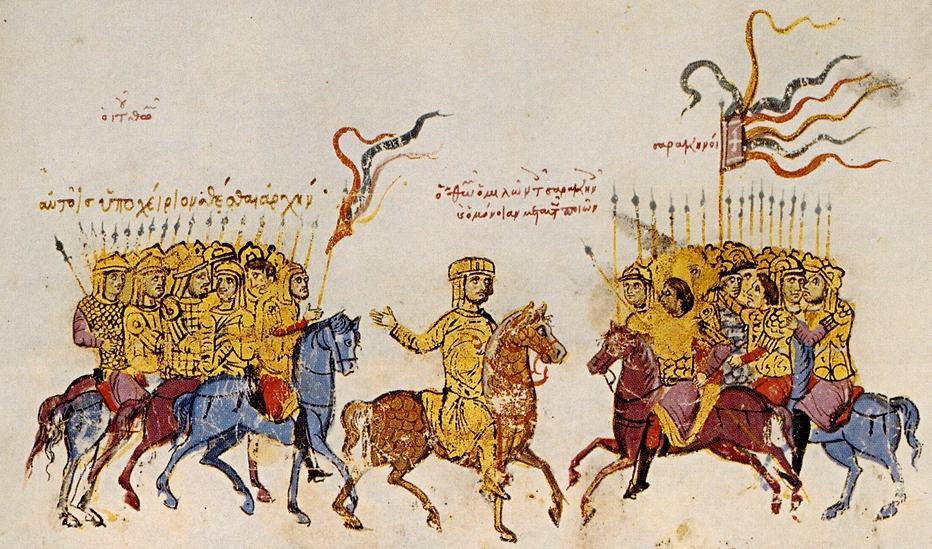
Мініатюра з Мадридської версії хроніки Івана Скілиці зображує Фому, на коні і одягненого, як візантійський імператор,під час ведення переговорів з арабами. Повстання Фоми є одним з найбільш багато ілюстрованих епізодів в цьому літописі.

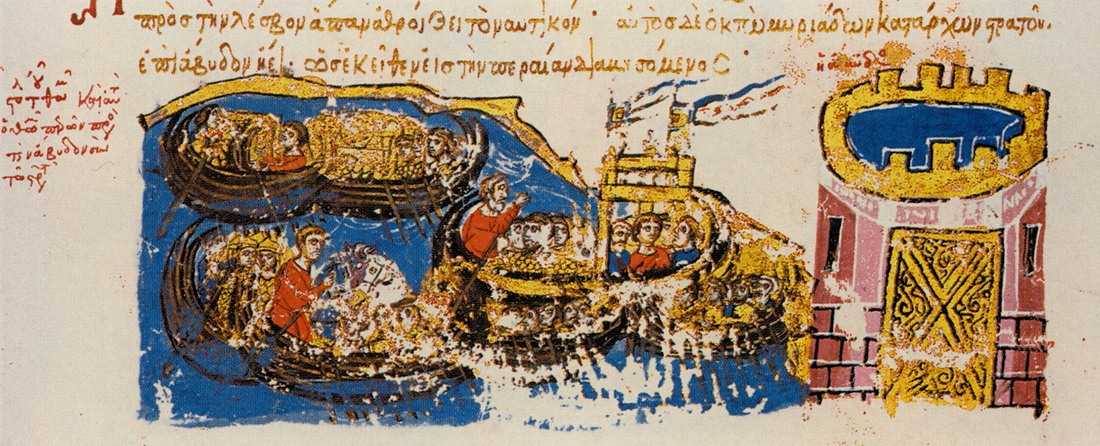
Фома і його флот пливе із Абідоса до Фракії

Фома Слов'янин або Хома Слов'янин (760 — 823) — керівник народного повстання у Візантії близько 820 року. 

## Біографія
Слов'янин за походженням. Фома з Гезіури на прізвисько Слов'янин був людиною «низького походження». В молодості, рятуючись від страти за участь в змові проти уряду, утік до Сирії, де завдяки своїм здібностям зробив кар'єру при дворі багдадського халіфа. Був пробачений імператором Левом V і призначений воєначальником однієї з малоазійських фем. Сміливий воїн, талановитий воєначальник, Фома Слов'янин відрізнявся любов'ю до влади, мав розум політика та талант залучати на свій бік людей.
Бувши турмархом в одній з малоазійських фем, підняв повстання, використавши невдоволення народних мас процесом феодалізації, а також репресіями уряду імператорів-іконоборців. У повстанні взяли участь також вірмени, грузини та інші народи східних фем. Фома Слов'янин отримав підтримку й Арабського халіфату.
Повстання охопило майже всю Малу Азію, частину Фракії і Македонії. З грудня 821 протягом року Фома Слов'янин безуспішно намагався взяти в облогу Константинополь. Відсутність сильного флоту, наступ військ болгарського хана Омуртага (якого покликав на допомогу імператор Михайло) і розлад у соціально різнорідному таборі повсталих змусили Фому Слов'янина відступити від столиці.
823 року повсталих взяли в облогу в Аркадіополі, після тривалого опору Слов'янин був виданий імператору і страчений. У ряді районів повсталі продовжували триматися до 825 року.